# Cyriak Maria Sancha y Hervás
Ciriaco María Sancha y Hervás (ur. 17 czerwca 1833 w Quintana del Vidio, zm. 26 lutego 1909 w Toledo) – hiszpański duchowny katolicki, arcybiskup Toledo, prymas Hiszpanii, patriarcha Indii Zachodnich, kardynał, błogosławiony Kościoła katolickiego.

## Życiorys
Pochodził z biednej rodziny. Matka zmarła gdy miał 10 lat. Urodził się chory, więc jego rodzice zdecydowali się go ochrzcić jeszcze tego samego dnia. W latach 1852–1861 kształcił się w seminarium w Burgos. Ukończył też Uniwersytet w Salamance) (licencjat z teologii). Święcenia kapłańskie otrzymał 27 czerwca 1858 w kaplicy biskupiej diecezji Osma z rąk Vicente Horcos y San Martín, biskupa Osmy. Pracował jako lektor filozofii w seminarium w Osma (1858-1862), a następnie wyjechał na Kubę, gdzie w latach 1862-1876 był kanclerzem-sekretarzem i profesorem teologii moralnej w seminarium w Santiago de Cuba. W 1869 założył zgromadzenie Sióstr Miłosierdzia. Po śmierci tamtejszego arcybiskupa w 1868 republikański rząd hiszpański mianował następcę bez porozumienia z Watykanem. Ówczesny wikariusz kapitulny ks. José María Orberá Carrión i sekretarz Sancha protestowali przeciw tej nominacji, za co zostali aresztowani. Schizma została zakończona w 1874.
28 stycznia 1876 otrzymał nominację na pomocniczego biskupa Toledo ze stolicą tytularną Areopolis, rezydować miał jednak w Madrycie. Sakry, w kościele św. Izydora w Madrycie, udzielił mu kardynał prymas Juan de la Cruz Ignacio Moreno y Maisonave. Na tej samej ceremonii konsekrowany został przyszły kardynał José María Orberá Carrión. W marcu 1882 przeniesiony na biskupstwo Avila, następnie do Madrytu (1886) i Walencji (1892).
18 maja 1894 kreowany kardynałem prezbiterem San Pietro in Montorio. 24 marca 1898 został nowym prymasem Hiszpanii i patriarchą Indii Zachodnich. Brał udział w konklawe 1903.
18 października 2009 w katedrze w Toledo odbyła się jego beatyfikacja.